# Dipsacaster diaphorus
Dipsacaster diaphorus är en sjöstjärneart som beskrevs av Fisher 1913. Dipsacaster diaphorus ingår i släktet Dipsacaster och familjen kamsjöstjärnor.
Artens utbredningsområde är Filippinerna. Inga underarter finns listade i Catalogue of Life.